# 馬仲牧
馬仲牧（英語：Joseph Ma Zhongmu，1919年11月1日—2020年3月25日，圣名：若瑟），蒙名特古斯毕力格，是天主教中國籍蒙古族地下教會主教，未獲中國政府承認。曾任寧夏教區主教 (1983年-2005年)。

## 生平
馬仲牧出生於1919年11月1日中華民國綏遠特別區鄂尔多斯市鄂托克前旗的城川镇。1931年就讀定邊縣的堆子梁培德小學。1935年至1947年期間，先後就讀三盛公小修院、呼和浩特大修院和山西大同修院。1947年7月31日，他27歲時在三盛公由寧夏教區主教王守禮晉鐸。
1948年，馬仲牧進入北京輔仁大學農學院學習兩年。1949年10月1日，中國共產黨在中國大陸地區建立中華人民共和國，並開始針對天主教進行宗教迫害及打壓。1951年擔任寧夏中衛縣天主堂主任司鐸。1953年，比利時籍的寧夏教區主教王守禮被中國政府驅逐出境。
同年，調任圪醜天主堂主任司鐸。1956年，在呼和浩特大修院任教。1958年，馬仲牧因拒絕加入中國官方組織中國天主教友愛國會，而被誣陷為“反革命”捕捉，並被強迫進行勞動改造。十年後獲釋，但被迫在家鄉的水利站當工人。1979年4月，才獲得平反。1980年，重新擔任牧靈工作。
1983年11月8日，馬仲牧64歲獲時任教宗若望保祿二世任命為寧夏教區第二任正權主教，並由秦州教區地下教會主教王彌祿秘密晉牧。但是，中國政府一直不承認他是第二任正權主教。履行主教職責期間，馬仲牧為蒙古族信徒撰寫蒙文教理及其它教義的書籍，並曾將彌撒經文翻譯成蒙古文呈於梵蒂岡，但未有正式出版。。2004年，獲聖座贈送主教十字架，以示對他的承認與共融。
2005年，馬仲牧榮休，由助理主教劉靜山接替成為寧夏教區第三任正權主教。2020年3月25日，馬仲牧主教中國內蒙古城川镇去世，享年100歲。3月27日，在追思彌撒於他居住的村子舉行，由綏遠總教區主教孟青祿主禮，另外兩位司鐸襄禮。為了避免新冠病毒傳染的危險，沒有允許其他司鐸和教友參與。